# Akafuku Mochi

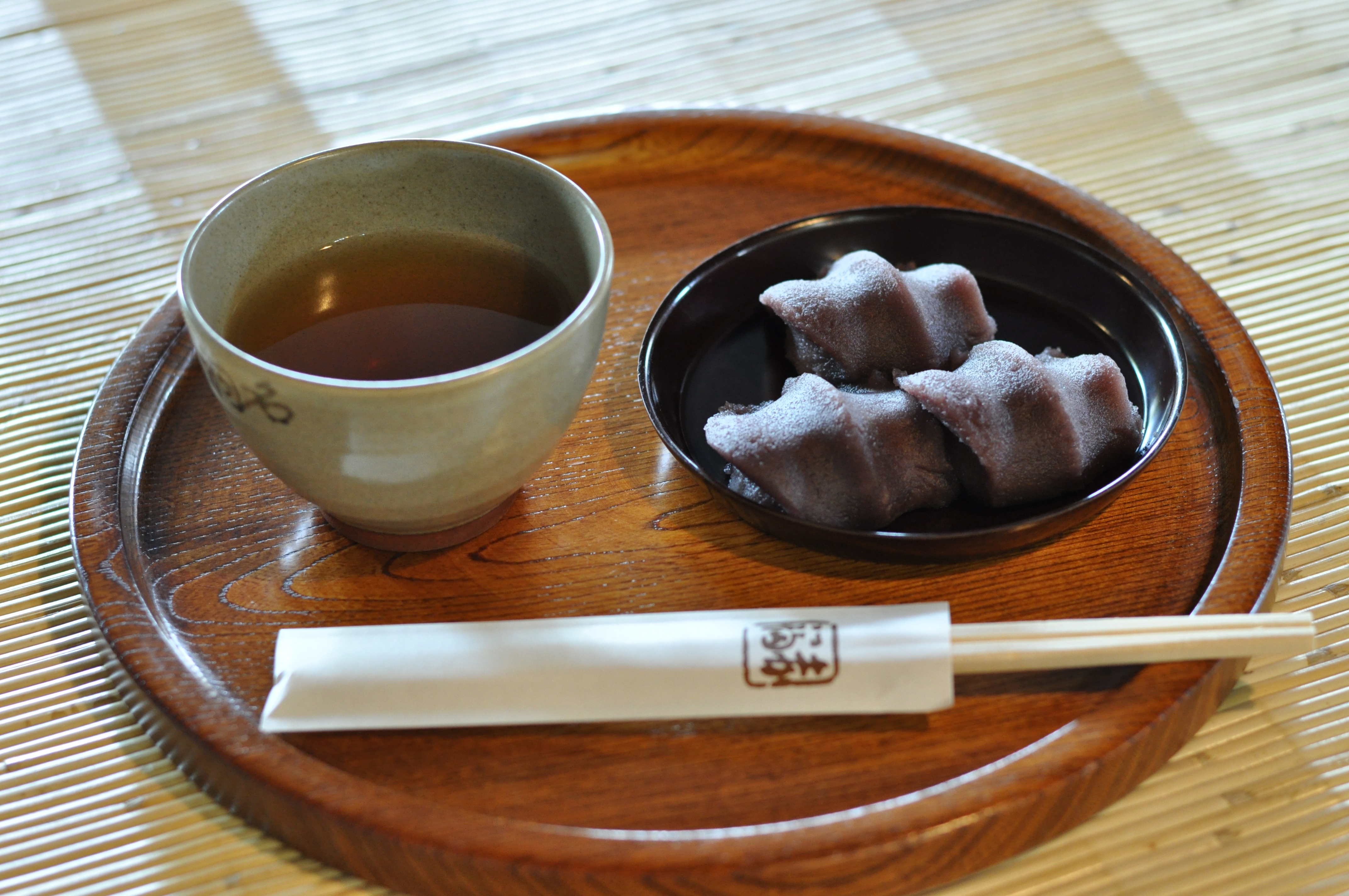
Akafuku Mochi

Akafuku Mochi (jap. 赤福餅) ist eine japanische Süßigkeit aus der Region Kinki. Produziert wird die Süßspeise von dem 1707 (damals als Teehaus) gegründeten Süßwarenhersteller Akafuku.
Akafuku Mochi ist ein Reiskuchen, der von süßer Bohnenpaste umgeben ist. Das Muster der Bohnenpaste stellt den Fluss Isuzu dar, und die Verpackung zeigt den Großschrein von Ise.
Am ersten Tag jedes Monats (außer Januar) wird Tsuitachimochi (朔日餅) verkauft. Tsuitachimochi ist eine spezielle Art des Akafuku Mochi, die jeden Monat wechselt.
Da die Mochi ohne Zusatzstoffe hergestellt werden beträgt das Verbrauchsdatum im Sommer nur zwei und im Winter drei Tage. Am 12. Oktober 2007 wurde bekannt, dass Akafuku das Herstellungs- und das Ablaufdatum von nichtverkauften Akafuku Mochi veränderte. Darauf erfolgte ein Verkaufsverbot, das am 30. Januar 2008 wieder aufgehoben wurde.